# 빈하이 신구
빈하이 신구(Binhai New Area, 중국어: 滨海新区)는 중화인민공화국 톈진시 시외의 주요 경제개발구이다. 빈하이 신구는 2,270km2의 면적에, 153km의 해안선을 가지며, 톈진 항까지 확장되어 톈진 동쪽의 탕구 지역에 많은 신규 산업단지를 확장할 계획이다. 빈하이 신구의 해역은 3,000km2에 달하며, 2005년을 기준으로 상주 인구는 140만명에 이른다. 선전시와 상하이 푸둥 신구의 모델을 따랐으며, 중화인민공화국의 경제특구 중의 하나이다.

## 개요
2005년 10월에 개최된 제16차 전인대에서 톈진의 빈하이 신구를 제11차 5개년 개발계획에 포함시킨 국가발전계획을 승인하였다. 2006년 5월 26일 중국 국무원은 푸동 신구에 이어, 두 번째로 종합개혁실험구로 지정하였다.
2008년 3월 19일 국무원은 공식적으로 《빈하이 신구 종합개혁시험방안》을 공표하였다.

## 행정 구역
16개 가도 5개진으로 편성됨
- 5개진 = 新城镇、杨家泊镇、太平镇、小王庄镇、中塘镇
- 16개가도 =塘沽街道、杭州道街道、新河街道、大沽街道、新北街道、北塘街道、胡家园街道、新港街道、新村街道、泰达街道、汉沽街道、寨上街道、茶淀街道、大港街道、古林街道、海滨街道、

## 경제
2005년을 기준으로 GDP는 1,609억元, 수출액은 184.7억 달러, 외국인 직접 투자는 도착액을 기준으로 25.3억 달러이다. 주요 산업은 전자통신, 석유화공, 해양, 야금, 기계제조, 생물제약, 식품가공이며, 삼성전자를 비롯하여 모토롤라, 슈나이더, 그리고 일본 기업으로 도요타, 혼다 등이 주요 외자 기업이다.

## BICDS
톈진 빈하이 집적 회로설계 서비스 센터(BICDS)는 IC 설계 회사에 공공 기초 기술을 제공하는 비영리기관이다. BICDS는 소형, 중소 반도체 설계 회사를 인큐베이팅하는데 주력하고 있으며, 세계적인 대기업도 지원을 한다.

## 교통

### 항공
- 톈진 빈하이 국제공항

### 철도
- 베이징-톈진 고속철도

### 항구
- 톈진 신항

## 같이 보기
- 톈진 경제기술 개발구
- 환보하이만 경제권